# 凡妮·莱克鲁斯
凡妮·莱克鲁斯（荷蘭語：Fanny Lecluyse，1992年3月11日—）生于科特赖克，是一名比利时女子游泳运动员，主攻蛙泳。2012年伦敦奥运，她出战女子200米蛙泳项目，结果在预赛排名第19位，无缘半决赛。不久后，比利時奧林匹克委員會宣布她因为行为不当而于8月3日被遣送回国，据比利时媒体报道，她在此前的某一天夜晚以醉酒状态返回奥运村。